# Saint-Benoît-la-Chipotte
Saint-Benoît-la-Chipotte település Franciaországban, Vosges megyében. Lakosainak száma 445 fő (2022. január 1.). Saint-Benoît-la-Chipotte Brû, Étival-Clairefontaine, Jeanménil, Ménil-sur-Belvitte, Sainte-Barbe és Saint-Remy községekkel határos.

## Népesség
A település népessége az elmúlt években az alábbi módon változott:
| Lakosok száma | 444  | 424  | 429  | 417  | 428  | 438  | 449  | 448  | 445  |
|               | 2013 | 2015 | 2016 | 2017 | 2018 | 2019 | 2020 | 2021 | 2022 |